# 메르키트 연맹
메르키트(몽골어: ᠮᠡᠷᠬᠢᠳ Merkit, 한국 한자: 蔑兒乞 멸아걸, 틀:키릴문자)는 중세 몽골 부족 연맹체 중 하나이다. 몽골 제국 이전의 시대에 몽골 고원 북부에서 동남 시베리아에 걸친 지역에 거주했다. 부족의 기록은 당나라 때에도 있어서 신당서에 부족 이름이 전하나, 보르지긴 씨족과의 갈등 끝에 패배, 보르지긴 씨족에 흡수되었다.

## 역사
《신당서》(新唐書) <회흘(위구르)전>(回鶻伝) 하(下)에 '미열가'(彌列哥)라는 이름으로 처음 등장하며, 목마돌궐(木馬突厥) 3개 부족의 하나로 소개되어 있다. 목마돌궐 3개 부족은 도파(都播), 미열가 그리고 아지(餓支)를 묶어 가리키는 말로, 이들은 키르기스(黠戛斯) 동쪽에 거주했으며 각 부족마다 '이르킨'(頡斤, Irkin)이라는 이름의 추장이 존재하여 부족을 통솔했다.
테무진(훗날의 칭기즈 칸)이 생존하던 12세기에 우드이트 메르키트 부족 연합을 통괄, 지배한 군주는 토크토아 베키(Toqto'a Beki < Toqtoγa Beki/Tūqtāy Bīkī)라는 인물이었다. 라시드 앗 딘의 《집사》(集史)에 실린<메르키트 부족지> 및 <칭기즈 칸 본기> 등에 따르면 토크토아 베키의 아버지는 투두르 빌게 테긴(Tūdū'ūr bīlga tīkīn)이라는 사람으로 메르키트 부족을 통합하고, 카묵 몽골의 초대 칸이자 키야트 씨족의 시조인 카불 칸, 테무진의 아버지인 예수게이 바아투르의 숙부가 되는 카묵 몽골 제3대 쿠툴라 칸, 케레이트의 옹 칸의 할아버지인 마르쿠즈 칸 등을 패배시키고 몽골 고원 동쪽을 지배한 강대한 지도자였다고 전한다. 투두르 빌게 테긴의 시절에 메르키트는 몽골 뿐 아니라 케레이트까지 일시적으로나마 궤멸시켰다.
토크토아는 아버지의 위업을 이어받아 메르키트의 세력을 카묵 몽골이나 케레이트, 나아가 동방의 온기라트에까지 넓히려고 애썼다. 라시드 앗 딘은 메르키트에 대해 "군세도 많고 전쟁에 나가서도 힘센 강력한 부족이었다."라고 기술했다. 토크토아 베키에 대해서도 케레이트의 옹 칸이나 나이만의 타이양 칸, 쿠츨루크 칸과 함께 높여서 '메르키트 부족의 제왕(파디샤)'이라 부르며, 그의 지위를 '왕위'(파디샤히)라고 했다.
서기 1197년에 테무진과 옹 칸의 동맹군은 메르키트 원정에 나섰고, 메르키트족은 셀렝가 강 부근의 모나차(모나샤)라는 땅에서 패배했다. 테무진은 이 첫 승리에서 얻은 전리품을 당시 곤경을 겪고 있었던 옹 칸에게 넘겼는데, 옹 칸은 이듬해 테무진과의 상의도 없이 메르키트 원정에 나서 부쿠라 케헤르(부라 케일)라는 땅에서 격파하고 토크토아 베키의 아들 토쿠즈 베키를 죽였으며, 다른 아들 치라운과 동생 쿠드를 잡고 그의 가족과 가축을 빼앗은 뒤 테무진에게는 이 전리품들을 조금도 나눠주지 않았다. 이 침략으로 토크토아 베키는 셀렝가 강 일대와 바이칼호 동쪽의 발구진 토군으로 달아나, 쿠트와 오르찬 두 동생을 보르지긴 오복 타이치우트 씨족으로 보내 병력을 일으켜 줄 것을 요청했고, 이에 타이치우트의 수령 앙쿠 후쿠추, 쿠릴, 쿠드타르, 타르구타이 쿠릴투크 등이 큰 사막에 모였다. 그러나 옹 칸과 테무진은 서기 1200년 봄에 사리 케헤르(평원)에서 회견하고 타이치우트 씨족을 쳐서 오논 강 유역에서 격파했다. 쿠드타르와 타르구타이는 우렌우트 토라스라는 땅까지 쫓겨 그곳에서 잡혀 죽었다. 타르구타이를 죽인 것은 술두스 씨족의 소르칸 시라의 아들 치라운이었다. 이 싸움의 장본인이었던 앙쿠 후쿠추는 토크토아 베키의 두 동생과 함께 발구진으로 달아났고, 쿠릴은 나이만으로 달아났다.
테무진은 여진 영토까지 다다라 체케체르에서 월동했다. 그곳에서 겨울을 보낸 테무진은 자신을 향해 연합을 맺고 공격해 오는 부족의 수령들과 맞서게 되었다. 그 수령들은 메르키트의 아라크 우두르，타이치우트 씨족의 키르칸 타이시, 타타르 부족의 챠쿠르와 카르바카르 등으로 모두 용맹하고 야심 많은 자들이었다. 테무진은 이들을 달란 네무르게스 평야에서 쳐서 이기고 그 소유물을 약탈했다. 당시 몽골 초원의 지배권을 차지하겠다는 열망을 품은 수령들은 적지 않았다. 이 경쟁자들에는 키야트 주르긴 씨족의 왕공(王公) 샤챠 베키, 자지라트(자다란) 씨족의 수장 쟈무카, 테무진의 동생 주치 카사르, 그리고 아라크 우두르가 있었으나 마지막까지 가장 유능하고 운도 좋았던 것은 테무진이었고, 그는 자신의 동생을 제외한 모두를 쓰러뜨렸다.
메르키트의 칸 토크토아 베키는 발구진에서 돌아와 카묵 몽골의 칸 테무진을 쳤으나 또 다시 패배했다. 토크토아는 그 무렵 동나이만의 칸 타이양의 동생이자 서나이만의 칸이었던 부이룩에게 도움을 구했고, 그의 지휘 아래 도르벤, 타타르, 카타킨, 살지오드, 오이라트 등의 부족들이 모여들었다. 이들 부족들은 전에 패전한 원수를 갚고자 하는 열망으로 가득했고, 1202년 가을에 옹 칸과 테무진을 공격했다(제2차 쿠이텐 전투). 옹 칸과 테무진은 올쿠이 강변을 떠나 중국 국경에 인접한 카라운 지돈 산 방향으로 퇴각했다. 적군은 그곳까지 추격했고 이 산맥 안까지 따라 왔으나 그곳에서 극심한 추위와 눈 때문에 많은 병사들이 동상으로 고생해야 했다. 나아가 밤길에 사람과 말이 절벽에서 떨어져 죽는 등의 손실로 인해 추격을 포기해야 했다.
1204년 가을에 테무진은 동나이만을 정복하기 위한 진군을 시작했다. 타이양 칸은 알타이 산맥을 출발해 캉가이 산기슭에 본진을 두었다. 그에게 합류한 사람은 메르키트의 군주 토크토아 베키, 케레이트의 수령 아린 타이시, 오이라트의 군주 쿠드카 베키, 자지라트 씨족의 수령 쟈무카, 그 외에 도르벤, 타타르, 카타킨, 살지오드 등의 부족이었다. 카묵 몽골과 동나이만은 다소 넓은 계곡에서 차키르마우트 전투를 벌였다. 해가 저물 무렵 동나이만군이 먼저 물러나 달아나기 시작하면서 싸움은 카묵 몽골의 대승으로 끝났고, 동나이만의 타이양 칸은 이 싸움에서 죽었다. 그 뒤 타타르, 두르벤, 카타킨, 살지오드 등의 부족들은 이 싸움의 승리자였던 테무진에게 항복했으나 메르키트는 이를 거부하고 달아났다. 타이양 칸의 아들 쿠츨루크는 서나이만으로 달아나 숙부 부이룩 칸을 의지했고, 메르키트의 칸 토크토아 베키 또한 이곳으로 가서 보호를 요청했다. 테무진은 메르키트를 뒤쫓아 다이르 우순을 수장으로 하는 우와스 씨족을 먼저 추격했다. 우와스 씨족은 타르 강변에 머물며 싸울 의지가 없음을 밝혔다. 다이르 우순은 테무진에게 나아가 그의 딸 쿨란을 바치고 우와스 씨족의 말들과 가축이 지쳐 종군할 수 없다고 했다. 테무진은 우와스 씨족을 100인의 중대(中隊)로 나누게 했고, 사령관 한 명을 두어 보급품 가까운 곳에 배속시켰다. 테무진이 출발한 뒤 이들 부대가 반란을 일으켜 군수물자를 약탈하기 시작했다. 가는 길의 호위를 맡은 몽골 병사가 모여 그들을 격퇴하고 약탈한 것을 되찾자 반란을 일으킨 자들은 달아났다.
한편 타이칼 쿠르간이라 불리던 요새로 피신해 있던 메르키트의 우디트 씨족은 항복해 포로가 되었고, 메르키트의 나머지 세 씨족(모덴, 토다쿠린, 쥰)도 잇따라 같은 운명을 맞았다. 이어서 테무진은 셀렝가 강변에 위치한 쿠르 카프챠르 성채에서 농성을 벌이고 있던 다이르 우순의 우와스 씨족을 쳤고, 이들도 무기를 버린 후 항복했다.
1205년, 칭기즈 칸의 끈질긴 추적 끝에 토크토아 베키가 사망하고 말았다.
1206년, 쿠릴타이 해산 뒤 칭기즈 칸은 타이양 칸의 지위를 이어받은 그의 동생 부이룩 칸을 목표로 진격해 투르크인들이 '우르그 타그'(큰 산)라고 부르던 산지 부근의 쇼크 근처에서 사냥하던 부이룩을 기습하고 그를 죽였다. 이렇게 해서 부이룩 칸의 가족과 가축을 포함한 전 재산은 칭기즈 칸의 것이 되었다. 부이룩 칸의 조카로 타이양 칸의 아들이었던 쿠츨루크는 이르티슈 강 유역에 있던 메르키트의 칸 토크토아 베키에게 달아났다. 칭기즈 칸은 1208년 여름에 그의 유르트(직할지)를 떠나 가을, 쿠츨루크와 메르키트족의 잔당을 치고자 이르티슈 강으로 진격했다. 도중에 칭기즈 칸은 쿠드카 베키가 지휘하는 오이라트 부족과 조우했고, 몽골에 저항했으나 힘이 부족했던 쿠드카 베키는 칭기즈 칸에게 항복하기로 하고, 스스로 칭기즈 칸의 안내역을 자처했다. 쿠츨루크와 메르키트족은 쟈무 강 부근에서 칭기즈 칸의 공격을 받아, 패배했고 토크토아 베키의 동생과 아들은 위구르 땅(텐산 위구르 왕국)으로 달아났다. 쿠츨루크도 간신히 빠져나와 비슈바이크를 지나 쿠챠 지구까지 왔고, 그곳에서 투르키스탄의 구르 칸의 조정(카라 키타이)에 다다랐다.

## 같이 보기
- 톡토아 베키